# 1281 w polityce

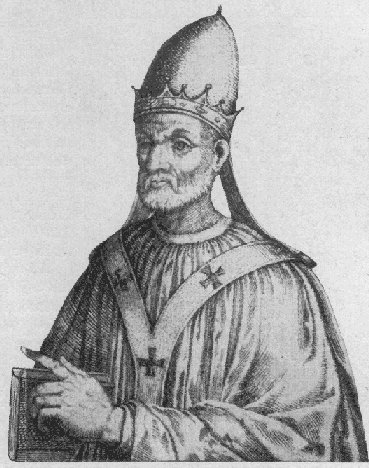
Papież Marcin IV

Wydarzenia polityczne w 1281 roku.

## Wydarzenia
- Simon de Brion został papieżem[1].
- 9 lutego Henryk IV Probus uwięził podstępnie władców dzielnicowych[2].

## Zmarli
- 13 listopada książę Władysław opolski[3].